# Canning Stock Route
Die Canning Stock Route ist eine Outbackpiste im australischen Bundesstaat Western Australia. Ursprünglich als alter Herdenweg, der für den Viehtrieb von Rindern genutzt wurde, angelegt, gilt sie heute als eine der härtesten und abgelegensten Outbackpisten Australiens. Mit knapp 2.000 km Länge ist sie auch die längste. Sie verbindet den Great Northern Highway in Halls Creek in der Kimberley Region mit dem Nordende des Goldfields Highway in Wiluna, ca. 800 km nordöstlich der Landeshauptstadt Perth.

## Geschichte
Zu Beginn des 20. Jahrhunderts suchten die Rinderzüchter in der Kimberley Region nach einem schnellen und direkten Weg ihre Rinder in die Region um Perth bringen zu können. Alfred Canning legte in den Jahren 1906 bis 1910 die Strecke durch die Wüste fest. Deren Verlauf orientiert sich an den 52 Brunnen, welche an der Strecke errichtet wurden. Um diese Brunnen bauen zu können, hielt Canning einige Aborigines gefangen und zwang sie durch Folter ihm die Lage natürlicher Wasserlöcher bekannt zu geben.
In den darauffolgenden Jahren wurde die Strecke nur wenig genutzt, was an deren schlechtem Zustand, aber auch an Überfällen durch Aborigines lag. Erst ab 1930 wurde die Strecke regelmäßig ihrer eigentlichen Bestimmung entsprechend genutzt und große Rinderherden durch die Wüste getrieben.
1968 wurde die Canning Stock Route zum ersten Mal in ihrer gesamten Länge von einem Geländewagen befahren. Dies legte den Grundstein für die heutige Attraktivität der Strecke bei Abenteurern und Offroad-Fans.

## Verlauf
Die Canning Stock Route beginnt bei Halls Creek, wo sie vom Great Northern Highway (N1) abzweigt. Die ersten ca. 150 km verläuft sie identisch mit der Tanami Road in Richtung Süden bis nach Billiluna. Auf diesem ersten Abschnitt führt die Strecke vorbei am Wolfe Creek Meteorite Crater im gleichnamigen Nationalpark.
Südlich von Billiluna verläuft die Canning Stock Route in südwestlicher Richtung und durchquert die Great Sandy Desert. Dabei werden zahlreiche Dünen überquert, aber auch ausgetrocknete Flüsse und Seen durchfahren. In Kunawarritji münden Wapet Road / Kidson Track und Jenkins Track in die Canning Stock Route ein. Über den Jenkins Track besteht Anschluss an den Gary Highway und die Gary Junction Road.
Weiter südlich führt die Canning Stock Route um den Lake Disappointment, einem großen Salzsee am nördlichen Rand der Little Sandy Desert. Im Anschluss durchquert die Piste auch die Little Sandy Desert in südwestlicher Richtung, bevor sie bei Wiluna auf den Goldfields Highway (R ALT 94) trifft und endet.

## Beschaffenheit
Die Route führt durch zwei Wüsten, es müssen rund 1000 Dünen überquert werden und je nach Reisezeit herrschen Temperaturen von 45 °C und mehr. Aus diesem Grund wird empfohlen, die Strecke nur während der Wintermonate zu befahren. Die Strecke sollte nur mit Allradfahrzeugen, am besten in einem Konvoi, befahren werden.
Vor einer Nutzung der Strecke ist sorgfältige Planung angeraten, denn unterwegs gibt es nur wenige ausgewählte Versorgungspunkte. Während früher lediglich an einer Stelle Treibstoff aus zuvor angelieferten Fässern von Hand umgepumpt werden konnte, existiert seit einigen Jahren immerhin zusätzlich eine Tankstelle. Für beide Tankmöglichkeiten muss der Treibstoff vorbestellt werden.

## Canning Stock Route mit dem Fahrrad
2005 war Jakub Postrzygacz der erste Mensch, der die Route mit dem Fahrrad komplett alleine befuhr. Er benötigte dazu nur 33 Tage, Allradfahrzeuge benötigen sonst etwa 14 Tage. Der Neuseeländer polnischer Abstammung bezwang die Strecke im australischen Frühling mit einem speziell für ihn angefertigten Bush-Bike: Die dick profilierten breiten Reifen ermöglichten ihm, über die vielen sandigen Dünen und steinigen Strecken gut voranzukommen. Das selbst gebaute dritte Anhängerrad erlaubte es, die dringend benötigten zusätzlichen Wasservorräte zu transportieren. Sein Speiseplan bestand überwiegend aus Astronautennahrung und Wasser, das er größtenteils aus den restaurierten Brunnen (Wells) oder Frischwasserstellen bezog. Ein GPS-Gerät und ein Kompass erleichterten ihm die Orientierung und für Notfälle besaß er ein Satelliten-Handy. Als Kleidung hatte er nur die getragene dabei, welche für ausreichend Sonnenschutz sorgte sowie klimafreundlich, pflegeleicht und leicht war.

## Fauna
Entlang der Strecke können Alexandrasittiche beobachtet werden, eine mittelgroße Sittichart mit auffallend kontrastreichem Gefieder und sehr langen Steuerfedern. Die zu den Prachtsittichen gehörende Art ist stark an ein Leben in wüstenhaften Regionen angepasst.

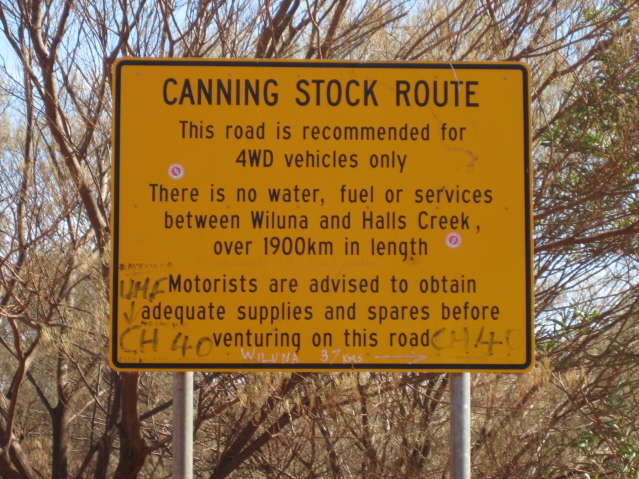
Hinweisschild in der Nähe von Wiluna (2009)
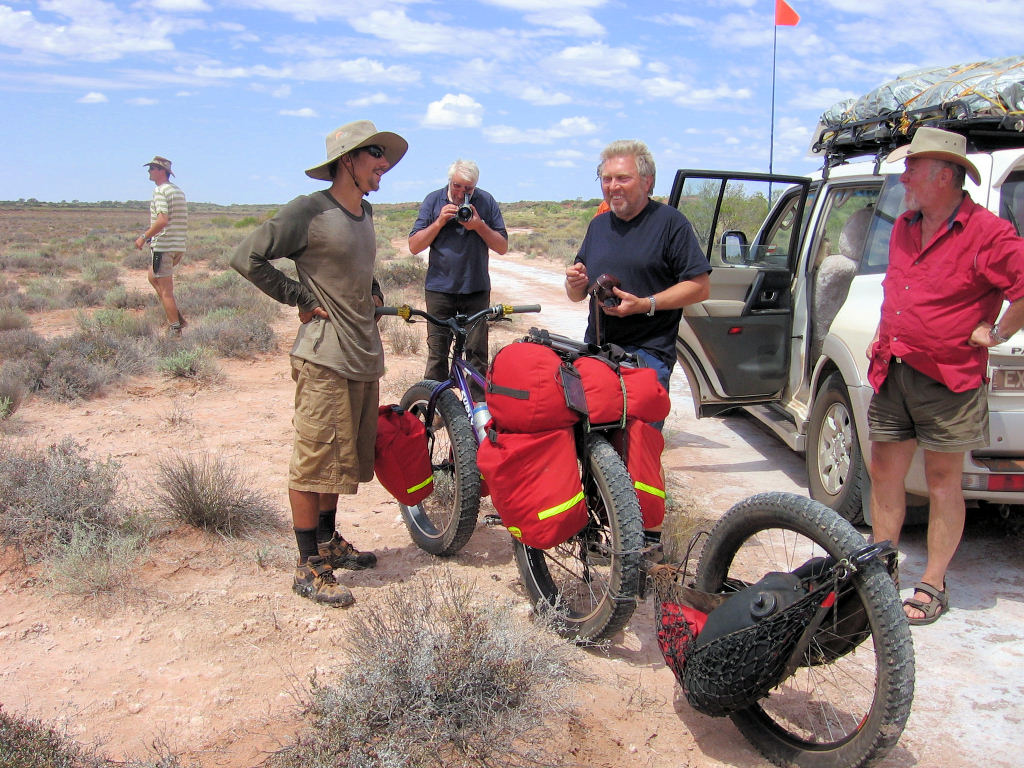
Postrzygacz mit seinem speziellen Bush-Bike

## Quelle
- Steve Parish: Australian Touring Atlas. Steve Parish Publishing, Archerfield QLD 2007, ISBN 978-1-74193-232-4, S. 85 + 87 + 90 (englisch).